# Poison Prince
«Poison Prince» — первый сингл с дебютного альбома шотландской певицы Amy Macdonald This Is the Life, и занял 136 место UK Singles Chart в 2007 году. Его изначальный ограниченный релиз был выпущен 7 мая 2007 года, и впоследствии переиздан 19 мая 2008. Текст песни опирается на жизнь певца, основателя групп Babyshambles и Libertines Пита Доэрти, и был написан как ода проблемных музыкантов.

## Ограниченный выпуск
«Poison Prince» первоначально был предложен в качестве ограниченного онлайн-релиза, и был включен как третья песня на её дебютном альбоме This Is The Life, выпущен 7 мая 2007 года. В музыкальном видео Эми выступает в ночном клубе и ходит в различных местах в Глазго.

## Переиздание
19 мая 2008 года был выпущен новый клип на песню «Poison Prince». Видео было снято во время её последних выступлений на Rock Against Racism (рус. Рок против расизма) в Труне, Саут-Эршир, Шотландия.

## Список композиций
CD-сингл
1. «Poison Prince» — 3:28
2. «Rock Bottom» — 3:44

Цифровая дистрибуция
1. «Poison Prince» — 3:28
2. «Footballer’s Wife» — 5:06
3. «Rock Bottom» — 3:44

CD-сингл (2009, Германия)
1. «Poison Prince» — 3:28
2. Multimedia: «Poison Prince (2nd video)»

## Чарты
| Чарт(2007)                               | Высшая позиция |
| ---------------------------------------- | -------------- |
| Великобритания (Official Charts Company) | 136            |
| Чарт (2008)                              | Высшая позиция |
| Переиздание                              |                |
| Швейцария (Media Control AG)             | 58             |
| Великобритания (Official Charts Company) | 148            |
| Чарт (2009)                              | Высшая позиция |
| Германия (Media Control AG)              | 66             |